# Mudar Badran
Mudar Mohammad Ayesh Badran, arab. مضر بدران (ur. 18 stycznia 1934 w Dżaraszu, zm. 22 kwietnia 2023) – jordański wojskowy i polityk, trzykrotny premier Jordanii w latach 1976–1979, 1980–1984 oraz 1989–1991.

## Życiorys
Ukończył studia na Uniwersytecie Damasceńskim. W 1957 zaciągnął się do armii jordańskiej. Pracował w wywiadzie wojskowym i po jedenastu latach służby stanął na czele jordańskich służb specjalnych. Był również specjalnym doradcą króla Husajna ds. terytoriów utraconych przez Jordanię w wojnie sześciodniowej (Zachodni Brzeg). W 1970 odszedł ze służby, ale pozostał doradcą monarchy ds. bezpieczeństwa. Od 1972 przez rok zasiadał w Sądzie Królewskim, następnie był od 1973 do 1974 ministrem edukacji, by w 1974 wrócić na poprzednie stanowisko.
W 1976 został po raz pierwszy premierem Jordanii. Jego nominacja miała związek ze zmianą w polityce zagranicznej państwa. Sześć lat po Czarnym Wrześniu i usunięciu z Jordanii zbrojnych formacji palestyńskich król Husajn, obserwując przebieg wojny domowej w Libanie i interwencji syryjskiej w tym kraju, postanowił na nowo nawiązać pozytywne kontakty z Organizacją Wyzwolenia Palestyny. Mudar Badran już wcześniej radził królowi, by uznał OWP za przedstawiciela Palestyńczyków zamieszkujących Zachodni Brzeg i Strefę Gazy. Ogólny kierunek polityki Badrana jako premiera stanowił kontynuację działań jego poprzedników Abd al-Hamida Szarafa i Kasima ar-Rinnawiego. Badran był równocześnie premierem, ministrem obrony oraz ministrem spraw zagranicznych. Na urzędzie pozostał do grudnia 1979. Już w lipcu 1980 król Husajn po raz drugi powierzył mu tekę premiera; tym razem Badran pełnił obowiązki przez cztery lata.
Po raz trzeci został mianowany premierem Jordanii po wyborach parlamentarnych w 1989, pierwszych od dwudziestu lat przeprowadzonych bez nacisków administracyjnych. Kontynuował demokratyzacyjne reformy kraju. Ograniczył wpływ służb bezpieczeństwa na funkcjonowanie państwa, amnestionował kilkudziesięciu więźniów politycznych, starał się zwalczać korupcję. W styczniu 1991, podczas rekonstrukcji gabinetu, po raz pierwszy w historii Jordanii zaprosił do udziału w rządzie przedstawicieli jordańskiej gałęzi Braci Muzułmańskich, którzy pozostali w gabinecie do lipca 1991. W okresie sprawowania przez niego urzędu przyjęta została Jordańska Karta Narodowa, dokument, na podstawie którego w kraju miał zostać restytuowany system wielopartyjny. 19 czerwca 1991 rząd Badrana podał się do dymisji, a nowy gabinet utworzył dotychczasowy minister spraw zagranicznych Tahir al-Masri.